# 5.º Batallón de Aspirantes de la Luftwaffe
El 5.º Batallón de Aspirantes de la Luftwaffe (5. Fluganwärter-Bataillon) fue un Batallón de aspirantes de la Luftwaffe durante la Segunda Guerra Mundial.

## Historia
Fue formado en febrero de 1942 en Finsterwalde (?). Fue trasladado a Romorantin en junio de 1942 y después a Caen. El 26 de abril de 1943 fue disuelto y absorbido por el 90.º Regimiento Aéreo.

## Comandantes
- Mayor Hermann Bösch - (13 de febrero de 1942 - marzo de 1943)
- Mayor Hans Scheibel (suplente) - (15 de junio de 1942 - 16 de noviembre de 1942)